# NGC 4090
NGC 4090 је спирална галаксија у сазвежђу Береникина коса која се налази на NGC листи објеката дубоког неба.
Деклинација објекта је + 20° 18' 33" а ректасцензија 12h 5m 28,0s. Привидна величина (магнитуда) објекта NGC 4090 износи 14,1 а фотографска магнитуда 14,9. NGC 4090 је још познат и под ознакама UGC 7077, MCG 4-29-15, CGCG 128-19, IRAS 12028+2035, PGC 38288.